# クロトーネ県

クロトーネ県
Provincia di Crotone

クロトーネ県（クロトーネけん、イタリア語: Provincia di Crotone）は、イタリア共和国カラブリア州に属する県の一つ。県都はクロトーネ。

## 地理

### 位置・広がり
カラブリア半島東海岸（イオニア海側）中部に位置する。県都クロトーネは、州都カタンザーロから東北東へ約50km、コゼンツァから東南東へ約79km、ターラントから南へ約155km、レッジョ・ディ・カラブリアから北東へ約168kmの距離にある

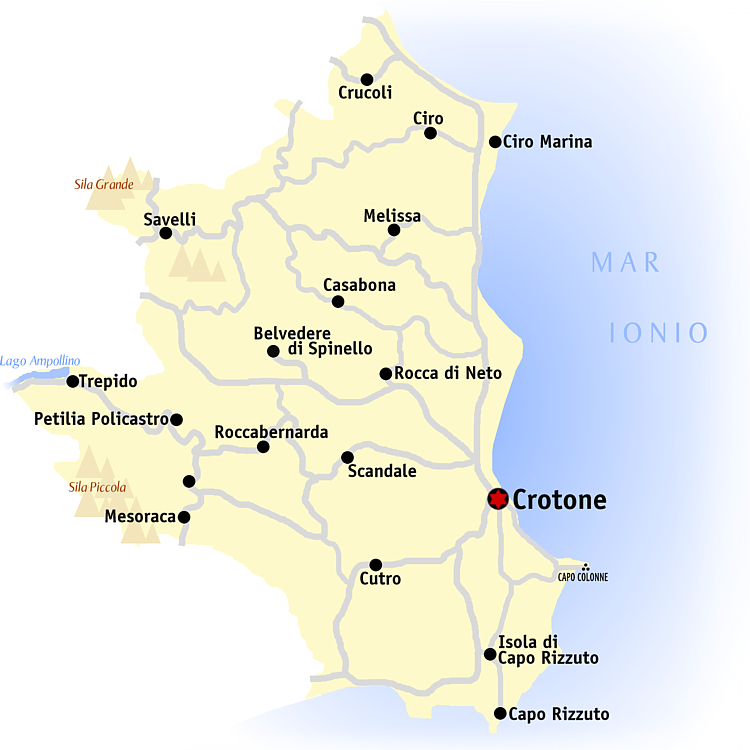
クロトーネ県概略図

隣接する県は以下の通り。
- 南西 - カタンザーロ県
- 北西 - コゼンツァ県

### 主要な都市
2001年の国勢調査に基づく居住地区（Località abitata）別人口統計によれば、人口5000人以上の都市・集落は以下の通り。
- クロトーネ - 51,828人
- チロ・マリーナ - 13,774人
- イーゾラ・ディ・カーポ・リッツート - 10,564人
- クトロ - 8,907人
- メゾラーカ - 6,719人
- ペティーリア・ポリカストロ - 6,167人
- コトロネーイ - 5,207人

- クロトーネ

## スポーツ

### サッカー
県内に本拠を置くプロサッカークラブとしては以下がある。所属リーグは2013-14シーズン現在。
- FCクロトーネ （クロトーネ） - セリエB （2部リーグ）

## 交通

### 空港
- クロトーネ空港（英語版）（クロトーネ）

## 人物

### 著名な出身者
- クロトンのアルクマイオン - 紀元前5-6世紀の解剖学者・哲学者。クロトーン（現在のクロトーネ）生まれ。
- フィロラオス - 紀元前5-4世紀の数学者・哲学者。一説にクロトーン生まれ。
- アロイシウス・リリウス - 16世紀の天文学者・暦学者、グレゴリオ暦提案者。チロ出身。
- ジョヴァンニ・レオナルド・ディ・ボナ（英語版） - 16世紀のチェス・マスター。クトロ生まれ。
- ウルチ・アリ・レイス（英語版） - 16世紀のオスマン・トルコ海軍提督。イーゾラ・ディ・カーポ・リッツート近郊の生まれ。
- リノ・ガエターノ（英語版） - 20世紀のシンガーソングライター。クロトーネ生まれ。

### ゆかりの人物
- ピタゴラス - 紀元前6-5世紀の数学者・哲学者。クロトーンでピタゴラス学派を形成し活動。